# Onthophagus pictus
Onthophagus pictus là một loài bọ cánh cứng trong họ Bọ hung (Scarabaeidae).